# Стэнфорд (Калифорния)
Станфорд или Стэнфорд (англ. Stanford) — статистически обособленная местность в округе Санта-Клара в Калифорнии (США), прилегающая к Пало-Альто. Практически полностью представляет собой университетский городок, население составляют студенты, преподаватели и исследователи Стэнфордского университета. Жилой район Колледж-Террас, прилегающий к университету, входит в муниципальные границы Пало-Альто.

## Население
По переписи населения 2000 года, в Стэнфорде проживало 13 315 человек (13 676 в 2007 году). Население Стэнфорда по ряду параметров отличается от населения США и штата Калифорния, что обусловлено его составом — студенты и преподаватели. В частности, в Стэнфорде проживает значительно более высокий процент населения в трудоспособном возрасте с 18 до 65 лет (93 % против 74 % в целом по стране) и низкий процент детей до 5 лет (3 % против 7 %). Средний возраст жителя Стэнфорда в 2007 году был в полтора раза ниже, чем по Калифорнии в целом (22,1 против 33,3 года). Более 94 % населения Стэнфорда в возрасте 25 лет и старше имеет как минимум первую учёную степень (24 % в среднем по стране). Свыше четверти жителей Стэнфорда азиатского происхождения (менее 4 % в среднем по США), больше 25 % родились за пределами США (11 % по стране). Только 27 % мужского населения Стэнфорда и менее 30 % женского населения состоят в браке, тогда как по США доля женатых и замужних превышает 50 %.
Отличается население Стэнфорда от среднеамериканского и по экономическим показателям. В частности, в Стэнфорде гораздо выше доля населения, пользующегося съёмным жильём (75 % единиц жилья идут на съём против 34 % в среднем по стране), и доля населения, проживающего ниже черты бедности (21 % против 12 % по США), при том, что в среднем доход на душу населения (22 443 доллара США) несколько превышает аналогичный национальный показатель (21 587 долларов).

## Политика
По политическим взглядам население Стэнфорда тяготеет к Демократической партии. По данным за 2002 год, 54 % населения поддерживали демократов и только 36 % поддерживали республиканцев. На президентских выборах 2000 года 56 % избирателей проголосовали за кандидата в президенты от демократической партии Эла Гора.

## Спорт
В июле проводится женский теннисный турнир Bank of the West Classic, с 2009 года относящийся к категории премьер-турниров WTA. Игры проходят на открытых хардовых кортах.

## Достопримечательности
В Стэнфорде расположены Центр искусств им. Кантора (англ. Cantor Arts Center) и картинная галерея Томаса Уэлтона, являющаяся частью факультета истории искусства, а также парк скульптур Родена, содержащий 200 работ скульптора, включая копии «Врат Ада» и «Граждан Кале».
Ещё одной достопримечательностью Стэнфорда считается радиотелескоп, в просторечии именуемый просто «Тарелкой» (англ. The Dish).
Рядом со студгородком Стэнфорда расположен заповедник Джаспер Ридж (англ. Jasper Ridge Biological Preserve), используемый для исследований сотрудниками и студентами университета.